# Elektron (Satellit)
Elektron war der Name einer Serie von vier sowjetischen Forschungssatelliten zur Vermessung des Van-Allen-Gürtels.
Sie wurden immer paarweise mit einer Wostok-Rakete gestartet, wobei der erste Satellit noch während der Antriebsphase (vor Zündung der Kickstufe), der zweite bei Brennschluss der Rakete ausgesetzt wurde. Auf diese Weise gelangten die beiden Satelliten auf zwei unterschiedlich hohe, stark elliptische Bahnen, so dass gleichzeitig Messungen im inneren und äußeren Strahlungsgürtel erfolgen konnten.

## Geschichte
Die Elektron-Satelliten gehörten zu den ersten Forschungssatelliten der sowjetischen Raumfahrt. Ihre Entwicklung startete im Juli 1960. Elektron 1 und 2 wurden am 30. Januar 1964 gestartet, Elektron 3 und 4 folgten am 10. Juli 1964.

## Technik
Die beiden Satelliten eines Paares unterschieden sich dabei sowohl im Aussehen als auch in der Messgeräteausstattung.
Elektron 1 und 3 waren zylinderförmige Satelliten mit 325 mm Durchmesser und 350 kg Masse. Sie waren mit sechs Solarzellenpaddeln und Messgeräten (u. a. Spektrometer) für kosmische- und Röntgenstrahlung, hochenergetische Teilchen und Protonen, sowie mit einem Mikrometeoritendetektor ausgerüstet. Ihre Bahn hatte eine Neigung von etwa 61° und schwankte zwischen 400 und 7000 km (Apogäum – Perigäum) Höhe.
Elektron 2 und 4 waren kegelförmige Satelliten mit einem Durchmesser von 400 mm und 850 mm Höhe. Sie besaßen Solarzellen auf der Außenfläche und eine Masse von 445 kg. Die Satelliten waren mit Messgeräten für kosmische Strahlung und hochenergetische Teilchen ausgerüstet. Ihre Bahn hatte eine Neigung von etwa 61° und schwankte zwischen 450 und über 65.000 km Höhe.
Alle Satelliten verfügten zusätzlich über Antennen und Elektronik zur Messung von Radiostrahlung im Bereich der Wellenlängen 200 bzw. 400 m sowie zur Übermittlung der gewonnenen Daten zur Erde.